# Église paroissiale de Berlin
L'église paroissiale de Berlin (Parochialkirche zu Berlin) est la plus ancienne église paroissiale de la communauté réformée de Berlin, construite de 1695 à 1703 dans la Klosterstraße à Berlin-centre. L'église appartient à présent à la congrégation Sainte-Marie et Saint-Pierre, l'union des paroisses du centre historique berlinois conclue le 23 septembre 2005. La congrégation fait partie de l'Église protestante Berlin-Brandebourg-Haute Lusace silésienne accueillant les communautés de tradition luthériennes, réformées, et protestantes unies.
La goutte de l'édifice a été scellée le 15 août 1695 selon les plans de l'architecte Johann Arnold Nering, mort le 21 octobre 1695 avant d'avoir mené son œuvre à bien. La poursuite de la construction a ensuite été supervisée par l'architecte Martin Grünberg. La voûte s'est effondrée sur elle-même le 27 septembre 1698, retardant les travaux. L'inauguration a finalement lieu le 8 juillet 1703.
L'aître qui entoure l'église est le plus vieux cimetière de Berlin.